# Symplectoscyphus unilateralis
Symplectoscyphus unilateralis is een hydroïdpoliep uit de familie Sertulariidae. De poliep komt uit het geslacht Symplectoscyphus. Symplectoscyphus unilateralis werd in 1824 voor het eerst wetenschappelijk beschreven door Lamouroux. 